# جاي ألدن وير
جاي ألدن وير (بالإنجليزية: J. Alden Weir)‏ هو رسام أمريكي، ولد في 30 أغسطس 1852 في West Point, New York ‏ في الولايات المتحدة، وتوفي في 8 ديسمبر 1919 في نيويورك في الولايات المتحدة.

## وصلات خارجية
- جاي ألدن وير على موقع الموسوعة البريطانية (الإنجليزية)